# کلیسای هوهانس مقدس (زانگاکاتون)
کلیسای هوهانس مقدس (ارمنی: եկեղեցի؛ انگلیسی: Zangakatun) یک کلیسا متعلق به کلیسای حواری ارمنی واقع در شهر زانگاکتون، استان آرارات ارمنستان می‌باشد. ساخت و ساز این ساختمان در سال ۱۸۱۱ میلادی؛ به پایان رسید. این بنا به سبک معماری ارمنی طراحی شده است.